# ويليام جيمس سيمبسون
ويليام جيمس سيمبسون (بالإنجليزية: William James Simpson)‏ هو بروفيسور أسترالي وأمريكي وبريطاني، ولد في 16 مارس 1954.